# Aníbal Milhais
Aníbal Augusto Milhais, né le 9 juillet 1895 à Valongo (Murça) et mort dans le même village le 3 juin 1970, plus connu sous le surnom de Soldado Milhões (soldat Millions), est le soldat portugais le plus décoré de la Première Guerre mondiale et le seul militaire portugais à avoir été décoré de la plus haute distinction nationale, l'ordre militaire de la Tour et de l'Épée de Valeur, Loyauté et Mérite sur le champ de bataille et non lors d'une cérémonie publique traditionnelle à Lisbonne. Son surnom vient d'un jeu de mots sur son nom à la suite de la description de son action au combat « comme ayant valu un million d'hommes ».